# Penicillium janczewskii
Penicillium janczewskii är en svampart som beskrevs av K.M. Zalessky 1927. Penicillium janczewskii ingår i släktet Penicillium och familjen Trichocomaceae.   Inga underarter finns listade i Catalogue of Life.